# Elecciones al Congreso de los Diputados de abril de 2019 (Cáceres)
Las elecciones al Congreso de los Diputados de 2019 se celebraron en la provincia de Cáceres el domingo 28 de abril, como parte de las elecciones generales convocadas por Real Decreto dispuesto el 4 de marzo de 2019 y publicado en el Boletín Oficial del Estado el día siguiente. Se eligieron los 4 diputados del Congreso correspondientes a la circunscripción electoral de Cáceres, mediante un sistema proporcional (método d'Hondt) con listas cerradas y un umbral electoral del 3%.

## Resultados
Los comicios otorgaron 2 escaños al Partido Socialista Obrero Español y 1 al Partido Popular y a Ciudadanos
| Candidatura                                          | Candidatura                                          | Votos   | %                                       | Escaños                                 |
| ---------------------------------------------------- | ---------------------------------------------------- | ------- | --------------------------------------- | --------------------------------------- |
|                                                      | Partido Socialista Obrero Español (PSOE)             | 92 679  | 37,40                                   | 2                                       |
|                                                      | Partido Popular (PP)                                 | 57 069  | 23,03                                   | 1                                       |
|                                                      | Ciudadanos-Partido de la Ciudadanía (Cs)             | 42 295  | 17,07                                   | 1                                       |
| Vox (Vox)                                            | Vox (Vox)                                            | 25 813  | 10,42                                   | 0                                       |
| Unidas Podemos (Podemos-IU-Equo)                     | Unidas Podemos (Podemos-IU-Equo)                     | 24 128  | 9,74                                    | 0                                       |
| Partido Animalista Contra el Maltrato Animal (PACMA) | Partido Animalista Contra el Maltrato Animal (PACMA) | 1710    | 0,69                                    | 0                                       |
| Extremeños Crex Prex (C.Ex-C.R.Ex-P.R.Ex)            | Extremeños Crex Prex (C.Ex-C.R.Ex-P.R.Ex)            | 1222    | 0,49                                    | 0                                       |
| Actúa (PACT)                                         | Actúa (PACT)                                         | 738     | 0,30                                    | 0                                       |
| Recortes Cero-Grupo Verde (R0-GV)                    | Recortes Cero-Grupo Verde (R0-GV)                    | 400     | 0,16                                    | 0                                       |
| Votos válidos                                        | Votos válidos                                        | 246 064 | 100,00                                  | 4                                       |
| Votos nulos                                          | Votos nulos                                          | 4321    | Participación: · \| \| 76,62 % \| 5,09% | Participación: · \| \| 76,62 % \| 5,09% |
| Votantes                                             | Votantes                                             | 252 150 | Participación: · \| \| 76,62 % \| 5,09% | Participación: · \| \| 76,62 % \| 5,09% |
| Electores                                            | Electores                                            | 329 084 | Participación: · \| \| 76,62 % \| 5,09% | Participación: · \| \| 76,62 % \| 5,09% |
|                                                      | 76,62 %                                              |         |                                         |                                         |

## Diputados electos
Relación de diputados electos:
| N.º | Nombre                           | Lista | Lista |
| --- | -------------------------------- | ----- | ----- |
| 1   | Ana Belén Fernández Casero       |       | PSOE  |
| 2   | Alberto Casero Ávila             |       | PP    |
| 3   | César Joaquín Ramos Esteban      |       | PSOE  |
| 4   | María Victoria Domínguez Paredes |       | Cs    |